# Tetrahymena
Tetrahymena – rodzaj orzęsków. Występuje u niego 7 płci (oznaczanych I, II, III, IV, V, VI i VII), z których każda może współżyć z każdą inną. Orzęski różnej płci wyglądają tak samo, ale nie występują równie często. 
U Tetrahymena płeć kontroluje gen zwany "mat". Każdy jego allel nie decyduje o płci, tylko określa jej prawdopodobieństwo. W sumie jest co najmniej 14 alleli, podzielonych na 2 główne grupy: A i B. W grupie A możliwa jest każda płeć poza IV i VII, w B każda inna od I. 
Tetrahymena ma dwa jądra komórkowe: małe (mikronukleus) i duże (makronukleus). Makronukleus kontroluje codzienne funkcje życiowe, mikronukleus odpowiada za życie seksualne. Podczas połączenia dwóch orzęsków, zwanego koniugacją, mikronukleusy wymieniają geny. Po tej wymianie powstają nowe makronukleusy. Później zmodyfikowane koniugacją orzeski mogą się rozmnażać przez podział.
Jest pierwszym organizmem, u którego wykryto (w 1982 roku), a następnie opisano mechanizm autokatalitycznego wycinania intronów (tzw. self-splicing).